# Luke Rodgers
Luke John Rodgers, född 1 januari 1982 i Birmingham, är en engelsk fotbollsspelare (anfallare) som har spelat för Red Bull New York, Shrewsbury Town, Port Vale FC, Crewe Alexandra, Notts County och Hammarby IF. 
Säsongen 2015/2016 spelade han i sjunde engelska divisionen för Sutton Coldfield Town FC i Northern Premier League Premier Division.

## Klubbkarriär
Rodgers började sin karriär i Shrewsbury Town 1999. Han gjorde 67 mål under sina sex säsonger i klubben. Sommaren 2005 värvades han av Crewe Alexandra för 120 000 pund. Han spelade för Crewe Alexandra i två säsonger. Därefter blev det spel för ligarivalerna Port Vale, Yeovil Town och Notts County under de nästkommande sex säsongerna.
I januari 2011 gick Rodgers till New York Red Bulls i Major League Soccer, där han bildade anfallspar med Thierry Henry. Han gjorde sina första mål i en match mot San Jose Earthquakes. Matchen slutade med en 3–0 vinst för Red Bulls och Rodgers gjorde två mål samt en assist till Henry.
Efter över ett år i New York kunde inte Rodgers förnya sitt visum och han gick i mars 2012 till Lillestrøm i norska högstadivision. Vid början av säsongen 2012/2013 återvände Rodgers till England för att spela för Portsmouth och därefter blev det åter spel i moderklubben Shrewsbury Town.
I juli 2013 skrev Rodgers på för Hammarby IF, kontraktet gällde säsongen ut med option på ytterligare en säsong. I oktober samma år blev det klart att Rodgers lämnade Hammarby och att klubben inte valde att utnyttja sin option på ytterligare ett år. Den 3 mars 2014 skrev Rodgers på för engelska Forest Green Rovers.